# Ни Лар Сан
Ни Лар Сан — мьянманская легкоатлетка, которая специализируется в беге на длинные дистанции. На олимпийских играх 2012 года заняла 105-е место в марафоне, показав результат 3:04.27.

## Достижения
- Игры Юго-Восточной Азии 2009 — 3-е место в марафоне (2:46.54)
- Игры Юго-Восточной Азии 2011 — 2-е место в марафоне (2:46.37)

## Личные рекорды
- 1500 метров — 4.42,3
- 5000 метров — 17.05,5
- Марафон — 2:46.54